# Rákosmente
Rákosmente je XVII. obvod Budapešti, hlavního města Maďarska. Je to nejvýchodnější a rozlohou největší obvod v metropoli. Rákosmente se stal součástí Budapešti v roce 1950 poté, co se spojily vesnice Rákoskeresztúr, Rákoscsaba, Rákosliget a Rákoshegy.

## Obvod
Obvod Rákosmente se skládá z 9 čtvrtí.

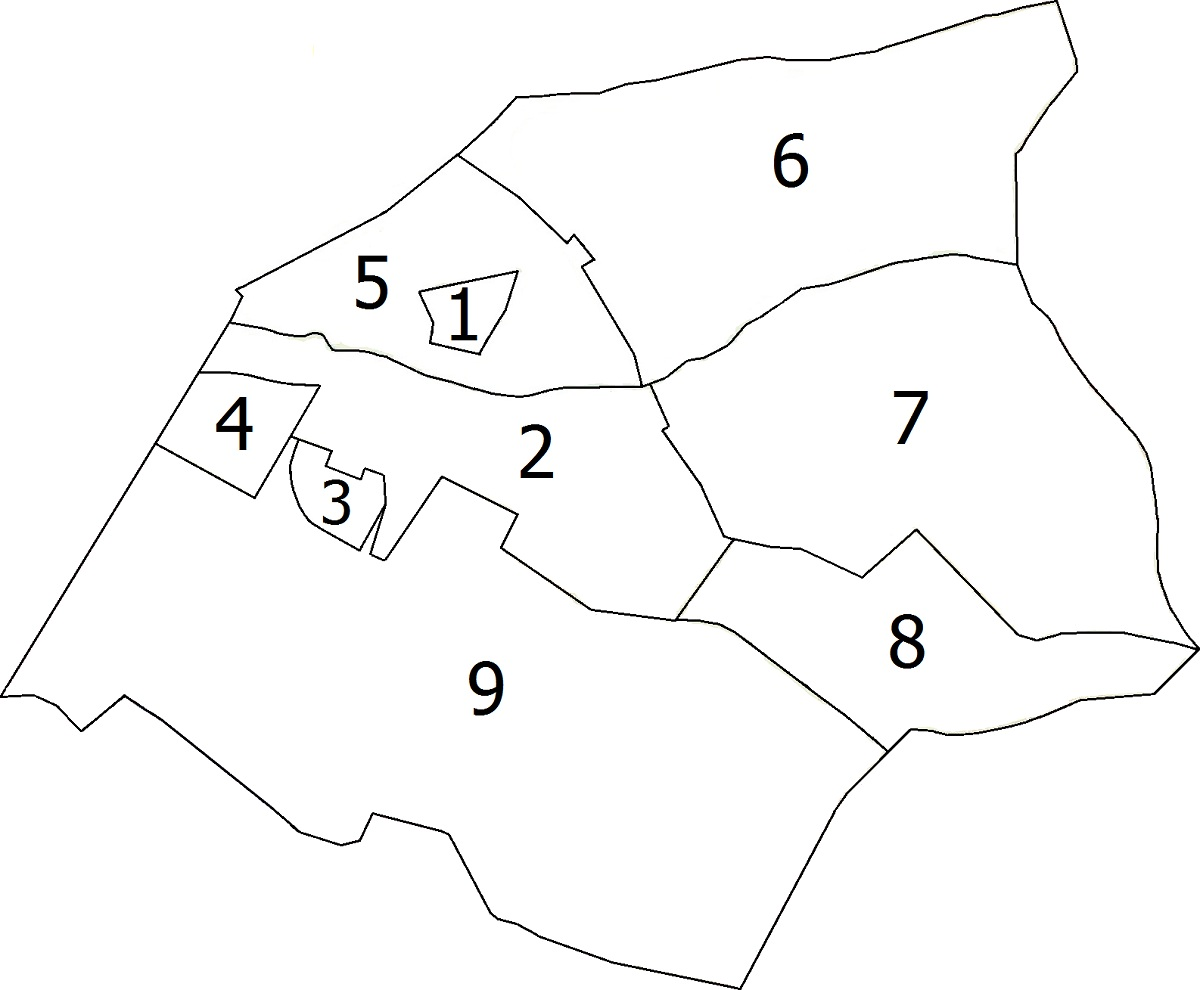
Mapa XVII. obvodu

1. Régiakadémiatelep
2. Rákoskeresztúr
3. Madárdomb
4. Akadémiaújtelep
5. Rákosliget
6. Rákoscsaba-Újtelep
7. Rákoscsaba
8. Rákoskert
9. Rákoshegy

## Partnerská města
- Gheorgheni, Rumunsko
- Okres Krosno, Polsko
- Lovran, Chorvatsko

## Galerie

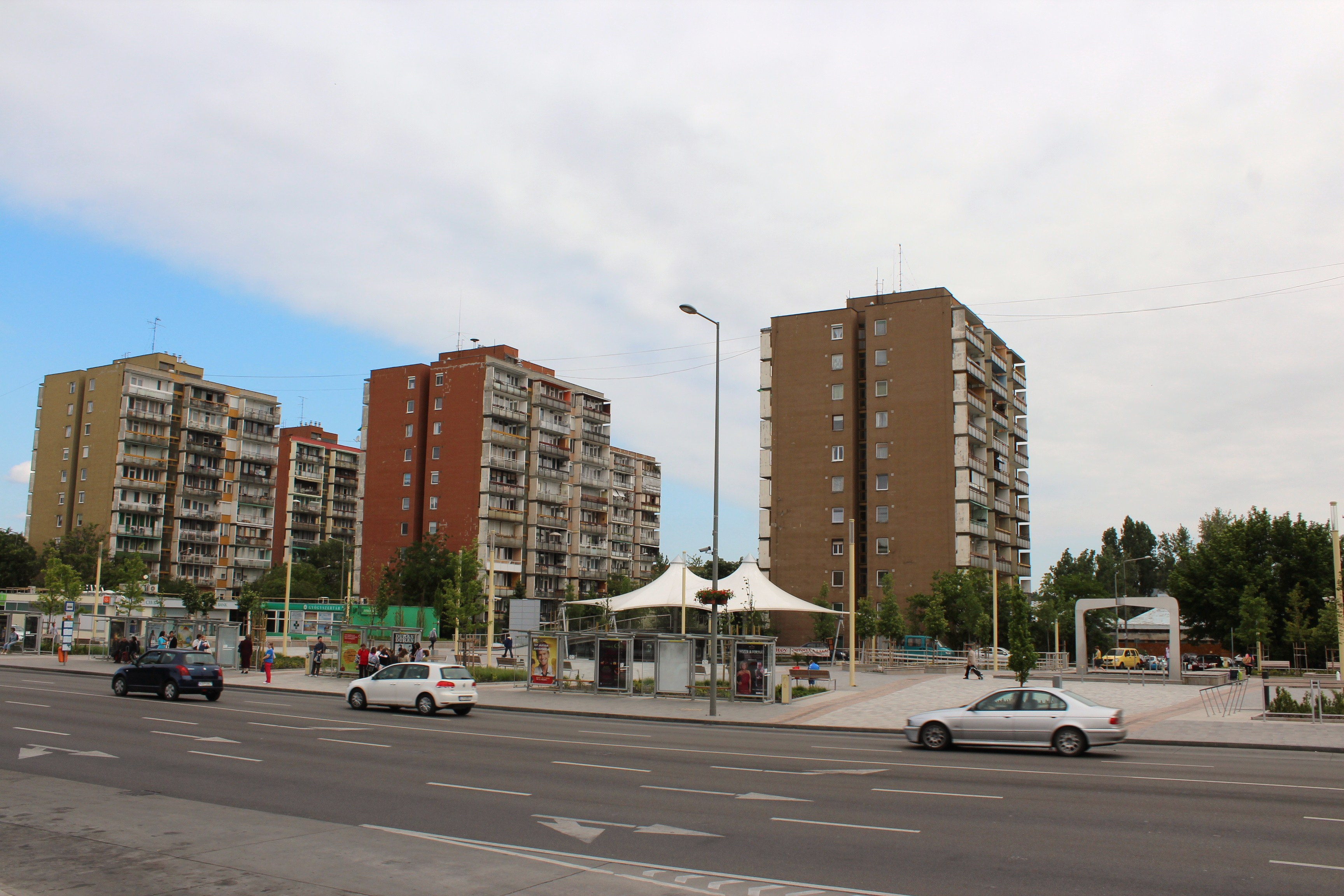
Náměstí v Rákoskeresztúru
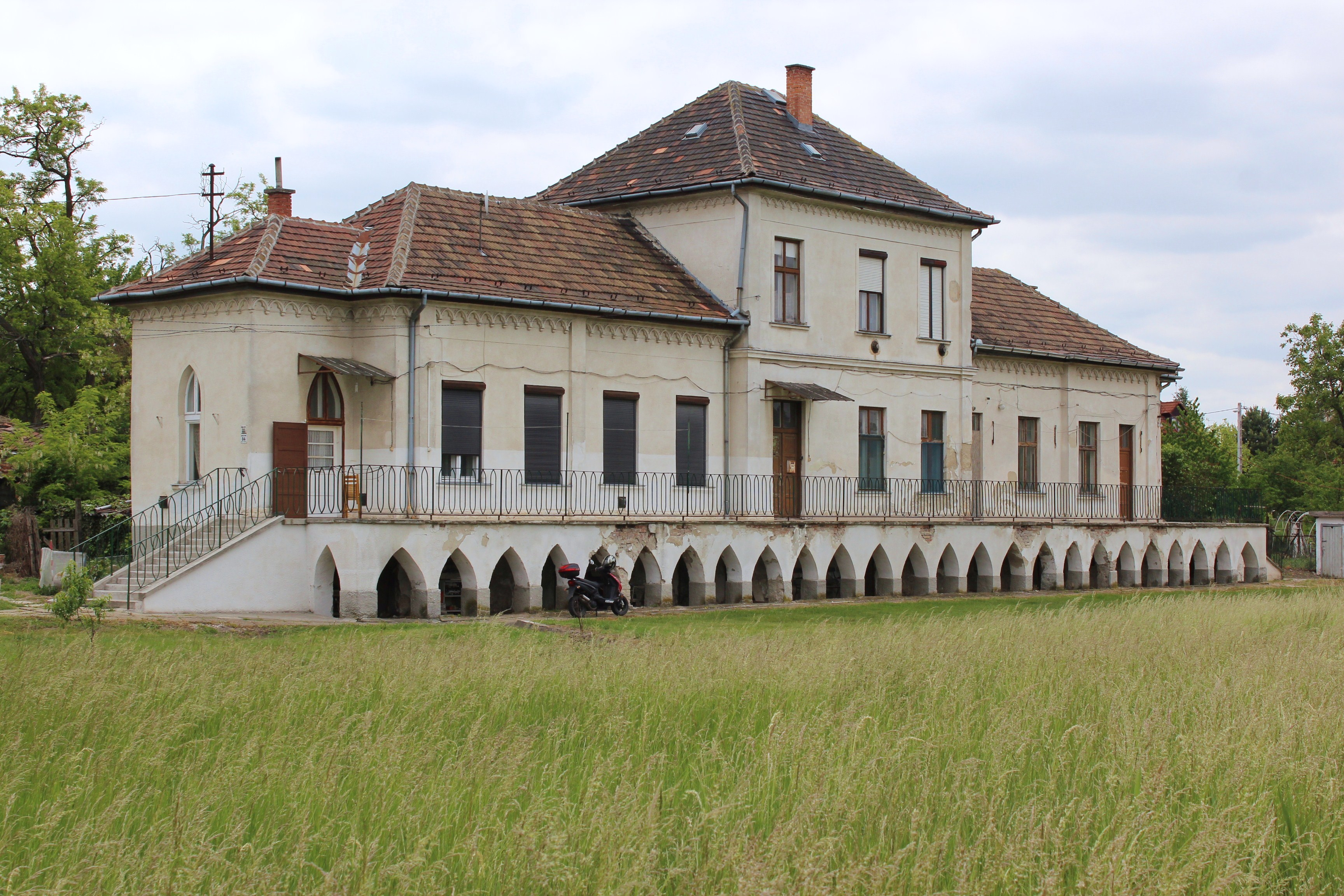
Vila Bogáti-Hajdú
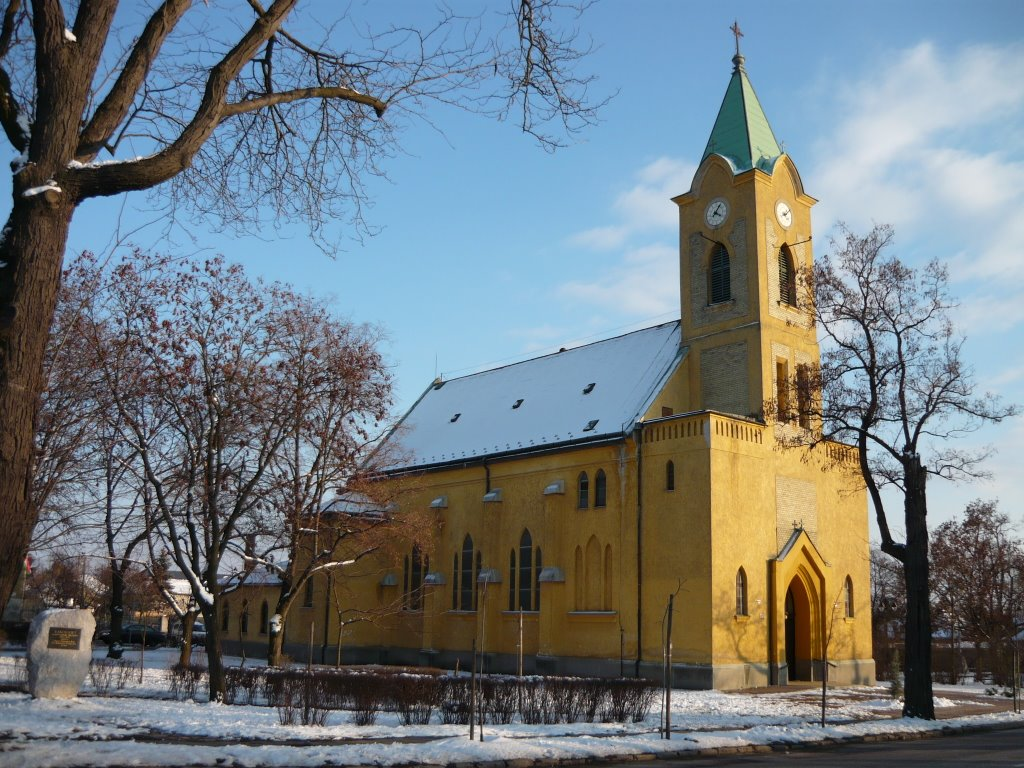
Katolický kostel
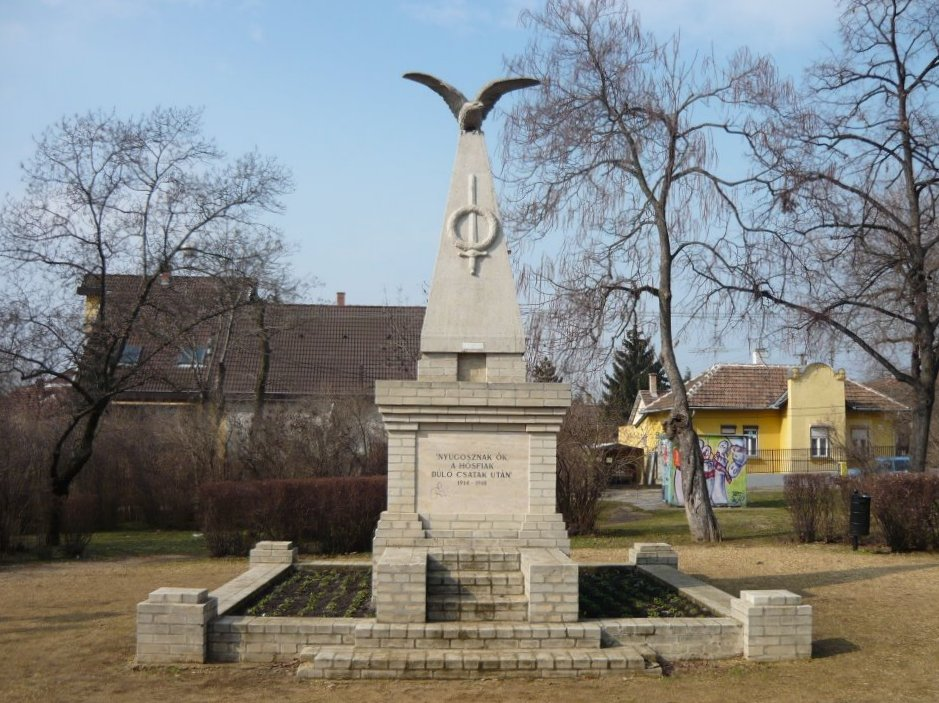
Památník hrdinů 1. světové války